# Stolno (Koejavië-Pommeren)

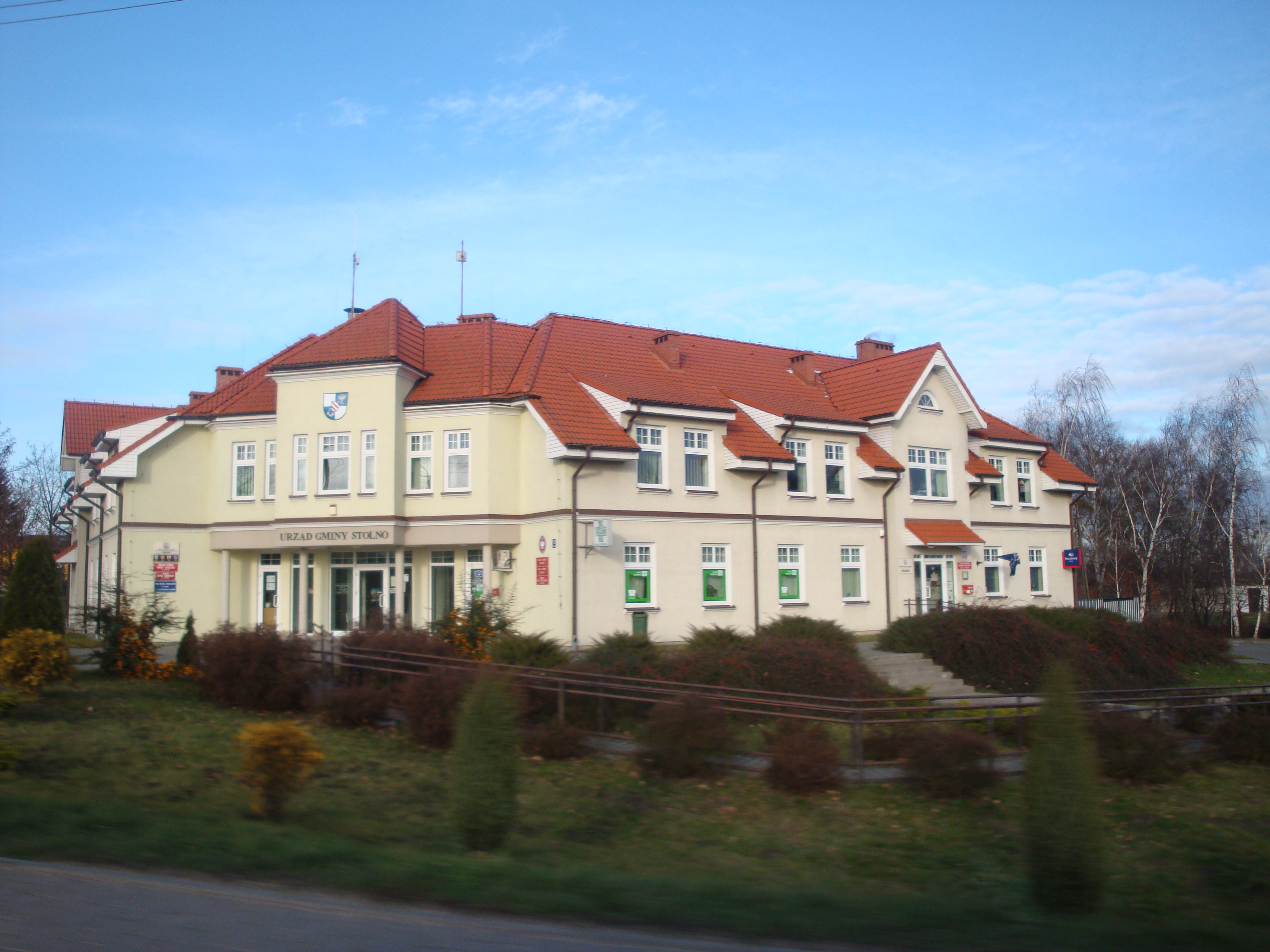
Gemeentehuis (Urząd Gminy) in Stolno

Stolno is een dorp in het Poolse woiwodschap Koejavië-Pommeren, in het district Chełmiński. De plaats maakt deel uit van de gemeente Stolno en telt 830 inwoners.